# Гуго из Пуатье (хронист)

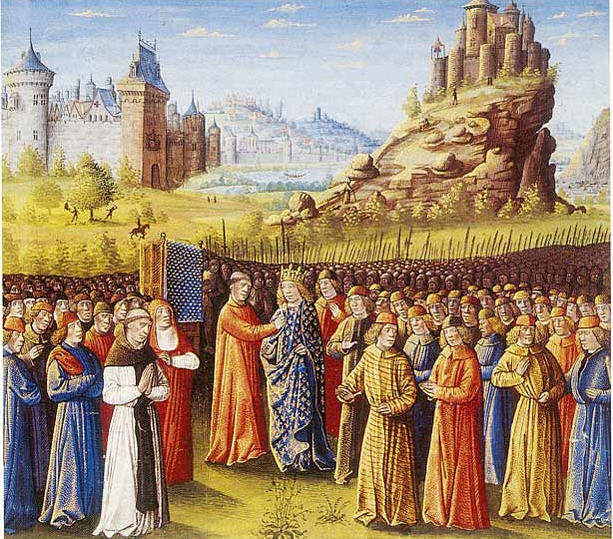
Людовик VII принимает из рук Бернара Клервоского крест перед Вторым крестовым походом близ Везле́ (1146). Миниатюра рукописи «Походов французов в Утремер» Себастьена Мамро (1489)

Гуго из Пуатье́, или Гуго Пуатевинский, он же Гуго из Везле́ (фр. Hugues de Poitiers, лат. Hugo Pictavinus, или Hugo Vezeliacensis; около 1102 — после 1167) — бургундский хронист, монах-бенедиктинец из аббатства Св. Марии Магдалины в Везле́ (совр. франц. департамент Йонна), автор «Истории обители Везле» (лат. Historia Vizeliacensis monasterii). Его не следует путать со Святым Гуго из Пуатье (ум. 930), приором монастыря Анзи-ле-Дюк (Бургундия — Франш-Конте).

## Биография

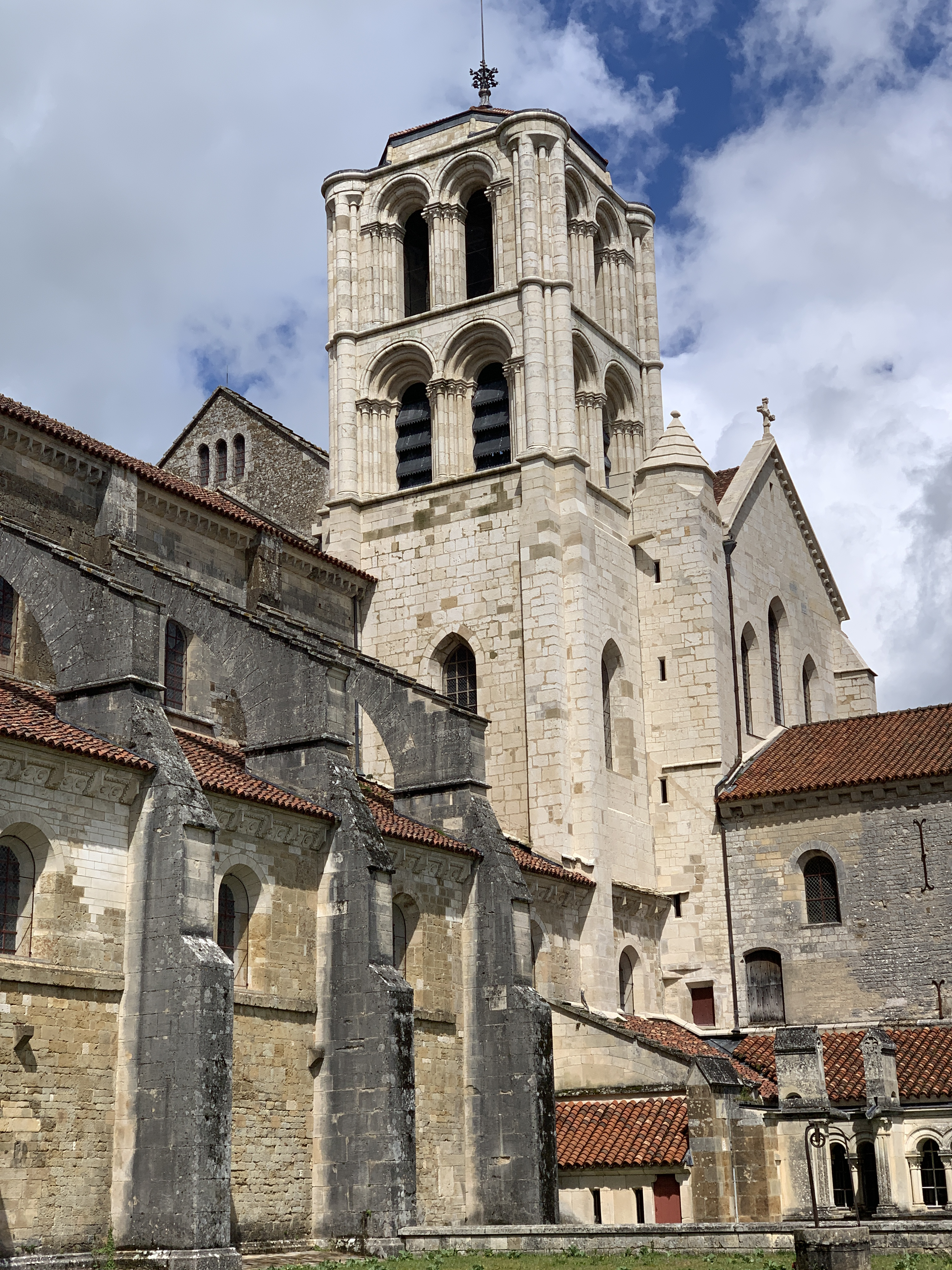
Базилика Св. Марии Магдалины в Везле́, XII в.

Происхождение не установлено, скорее всего, был уроженцем Пуатье или его окрестностей, и в юном возрасте постригся в аббатстве Св. Марии Магдалины в Везле́ при настоятеле Понсе де Монбуассье (фр. Ponce de Montboissier, 1138—1161), брате девятого аббата Клюни Петра Достопочтенного, славившемся своей образованностью и развернувшем кипучую деятельность по восстановлению монастырских зданий, пострадавших при пожаре 1120 года. 

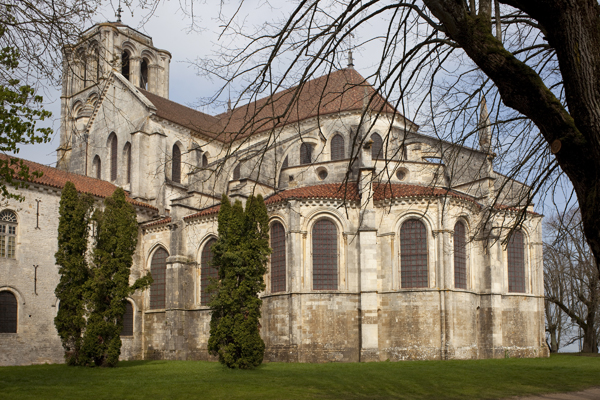
Капеллы вокруг деамбулатория базилики Св. Марии Магдалины в Везле́, вид с юго-востока

Получив в Везлейской обители образование, первоначально трудился писцом в её скриптории, а после 1140 года занимался составлением монастырского картулярия, состоящего в основном из королевских дипломов и папских булл, обосновывающих привилегии аббатства. Возможно, являлся очевидцем того, как 31 марта 1146 года на праздник Пасхи, в присутствии ста тысяч человек Бернард Клервоский провозгласил в Везле начало второго крестового похода.
Между 1155 и 1167 годами по просьбе аббата Понса начал работу над латинской «Историей обители Везле» (лат. Historia Vizeliacensis monasterii), закончив её уже при новом настоятеле Гийоме де Мелло (1161—1171), у которого исполнял обязанности секретаря.
Умер в Везлейском аббатстве после 1167 года и, вероятно, там же и был похоронен.

## Сочинения

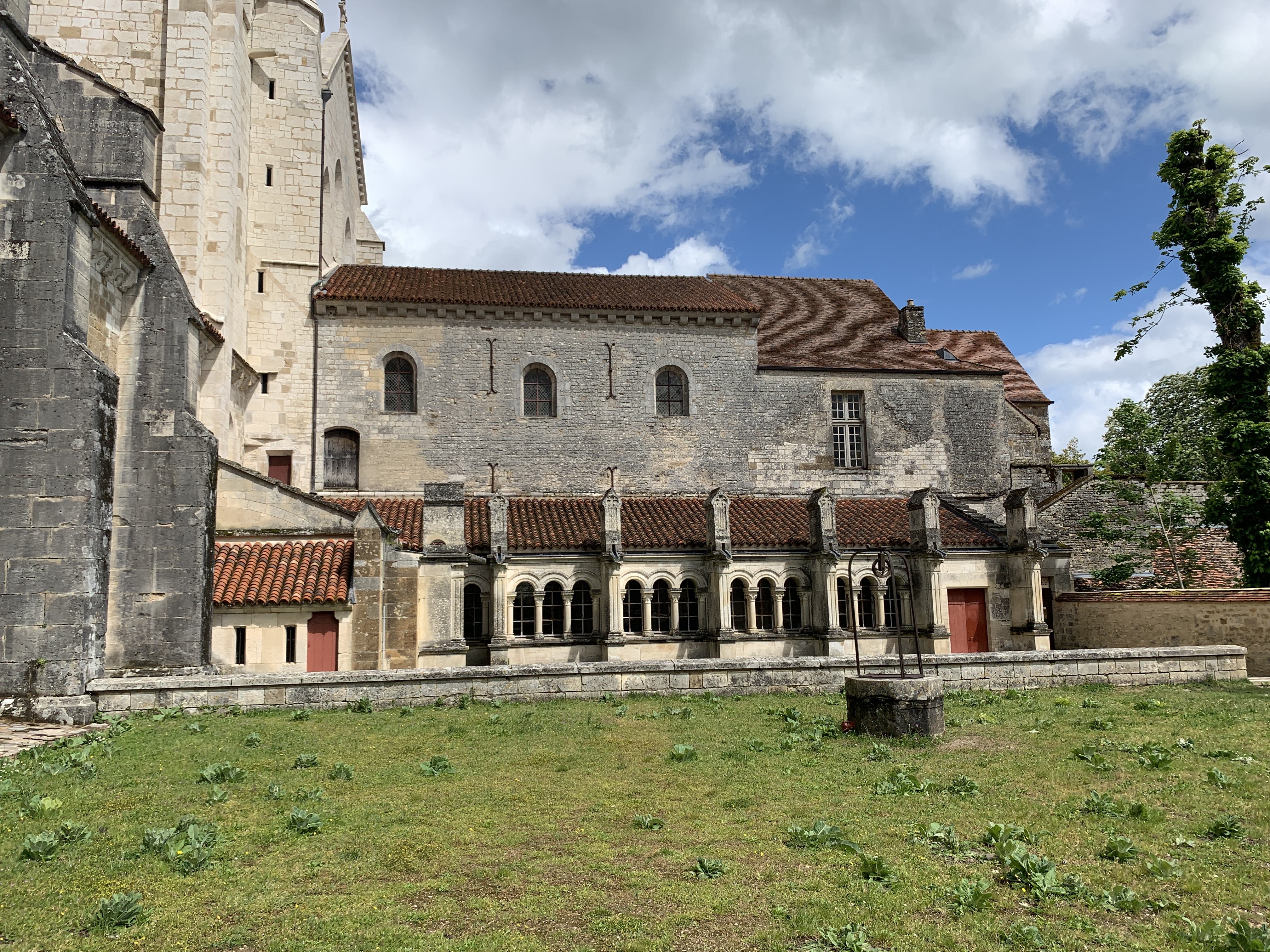
Зал капитула и клуатр аббатства Везле

Его «История обители Везле» (лат. Historia Vizeliacensis monasterii, или Historia Vizeliacensis coenobii) в четырёх книгах, охватывающая события с 846 по 1167 год, дошла до нас в единственной пергаментной рукописи XII века из библиотеки премонстрантского аббатства Сент-Мариен в Осере (MS. Auxerre 227), в XVI столетии сильно повреждённой и утратившей несколько листов.
Основной целью труда Гуго являлось обоснование земельных и имущественных прав Везле́, гарантированных непосредственной зависимостью его от Святого Престола, а одной из главных тем — вековая борьба аббатства со своими главными врагами и, по совместительству, светскими патронами, влиятельными местными феодалами графами Неверскими, практически каждый год требовавшая вмешательства не только римских пап, но и французских королей и епископов.
Впервые хроника частично напечатана была в середине XVII века в Париже королевским историографом Андре Дюшеном, включившим её в своё собрание «Историков Франции» (лат. Historiae Francorum scriptores). В 1668 году она опубликована была во фрагментах историком-иезуитом Филиппом Лаббе в «Сборнике курьёзов» (фр. Les Mélanges curieux), или «Золотом ключе к истории Франции» (фр. La Clef d'or de l'Histoire de France), а затем почти полностью, за исключением первой книги, издана учёным монахом из конгрегации Святого Мавра Люком д'Ашери в собрании «Spicilegium sive collectio veterum aliquot scriplorum qui in Galliae bibliothecis, maxime Benedictinorum, latuerunt» (1655—1677).
Люк д'Ашери первым разделил текст хроники на четыре книги. Первая, в основу которой положен монастырский картулярий, представляет собой собрание хартий, служащих источниками для последующих глав, объединённых в книги II, III и IV-ю. В частности, Гуго сообщает, что основатель аббатства граф Жерар Руссильонский со своей супругой Бертой Турской изначально заложили два аббатства, мужское в Потьере, недалеко от Шатийон-сюр-Сен, и женское в Везле́, в долине реки Кюре, поблизости от Сен-Пер-су-Везле, подтверждая это выписанной из картулярия хартией от 850 года. Однако 19 сентября 877 года папа Иоанн VIII, направлявшийся на собор в Труа для утверждения Бозона Вьеннского королём Италии, дал своё согласие на преобразование последней обители в мужскую.
Книга II хроники главным образом посвящена судебным спорам между аббатом Понсом и двумя епископами Отёна, Гумбертом де Боже (1140—1148) и Генрихом Бургундским (1148—1171), младшим братом герцога Эда II, разрешённым при посредничестве римских пап Иннокентия II (1130—1143) и Евгения III (1145—1153). Книга III посвящена распрям Понса де Монбуассье с графами Неверскими Гийомом II (1097—1147) и Гийомом III (1147—1161), и жителями Везле́, дважды, между 1152 и 1155-м и в 1167 году, восстававшими против монастырских властей и создававшими против них собственную коммуну, а также арбитражу, который поручен был Бернару Клервоскому и Гуго дю Тилю во время проповеди второго крестового похода, произнесённой в марте 1146 года в Везле́.
Книга IV рассказывает об избрании в 1161 году нового аббата Гийома де Мелло, оспоренном как графом Гийомом IV Неверским (1161—1168) из-за отказа от формальной инвеституры, так и аббатством Клюни, в подчинении у конгрегации которого Везлейский монастырь находился c 1102 года, о последовавшем бегстве нового настоятеля и монахов от войска графа, захватившего в ноябре 1165 года обитель, и вмешательстве в конфликт Людовика VII, совершившего в январе следующего года поход в Бургундию. Лишь к ноябрю 1166 года конфликт был практически улажен, после того как граф Неверский получил от короля земли графа Гийома Шалонского, устроившего резню клюнийскому ополчению у замка Шато-де-Лурдон. Несмотря на то, что ещё в 1154 году епископ Генрих Отёнский пообещал соблюдать исключительные права Везлейской обители, самими клюнийцами они признаны были только в 1162-м, и лишь в 1181 году окончательно подтверждены буллой Урбана III.
Конец книги посвящён процессу в Везле́ в 1167 году над группой еретиков, называвшихся «телонарианцами» или «попликанами», семеро из которых были сожжены заживо. Некоторые исследователи видят в них предшественников альбигойцев Лангедока.
Комментированный французский перевод «Истории обители Везле» увидел свет в 1825 году в Париже в 7 томе «Коллекции мемуаров, относящихся к истории Франции» под редакцией историка Франсуа Гизо. Полное оригинальное издание её было опубликовано в 1855 году учёным аббатом Жаком Полем Минем в 194 томе «Patrologia Latina»; отрывки напечатаны в 1882 году в Ганновере в 26 томе «Monumenta Germaniae Historica» (SS) немецким историком Георгом Вайцем. Новейший английский перевод с комментариями подготовлен был к изданию в 1992 году Центром исследований средневековья и раннего Возрождения Бингемтонского университета (штат Нью-Йорк, США) под редакцией историков-медиевистов Джона Скотта и Джона О. Уорда.
Начиная с Филиппа Лаббе, перу Гуго из Пуатье приписывают также краткую латинскую хронику «Происхождение, или История графов Неверских» (лат. Origo vel Historia comitum Nivernensium, Origine et Historia Brevis Nivernensium Comitum), содержащую родословие знатных соперников Везлейского аббатства из Неверского дома, начиная с образования графства в каролингский период при Роберте Сильном (815—866) и до вступления в 1197 году на престол Гийома II.
В начале XX века французский историк и библиограф Огюст Молинье предположил, что сохранившаяся в рукописи из Осерского аббатства «Везлейская хроника» (лат. Chronicon Vizeliacense), охватывающая события от Рождества Христова до 1324 год, в части до 1168 года также могла быть составлена Гуго из Пуатье.

## Издания
- Histoire du monastère de Vézelay, par Hugues de Poitiers // Collection des Mémoires relatifs à l'histoire de France, publiés et traduite par François Guizot. — Tome 7. — Paris: Brière, 1825. — pp. 93–337.
- Historia Vizeliacensis Monasterii Auctore Hugoni Pictavino, accurante J.-P. Migne // Patrologiae cursus completus, sive Biblioteca universalis. Series Latina. — Tomus 194. — Paris, 1855. — Coll. 1561–1682.
- Ex Chronico Vizeliacensi // Recueil des historiens des Gaules et de la France. Nouvelle édition publiée sous la direction de M. Léopold Delisle. — Tome XI. — Paris: Victor Palmé, 1876. — pp. 384–385.
- Ex Hugonis Pictavini Libro de libertate monasterii Vizeliacensis. Edidit Georg Waitz // Monumenta Germaniae Historica. — Tomus XXVI. — Hannoverae, 1882. — pp. 143–150. — (Scriptores in folio).
- Histoire du Monastre de la Madeleine, par Hugues de Poitiers, Moine et Secrtaire de l'Abb de Vzelay, traduit du Latin en Franais par Franois Guizot, prsent & annot par Franois Vogade. — La Charité szur Loire: L'Imprimerie Bernadat, 1969. — 273 p.
- Hugh of Poitiers. The Vézelay Chronicle and other documents from MS. Auxerre 227 and elsewhere. Edited by John Scott and John O. Ward. — Binghamton, New York: Pegasus Press, 1992. — x, 402 p. — (Medieval & Renaissance Texts & Studies). — ISBN 978-0-86698-095-4.